# Río de la Comarca
El río de la Comarca (Shirebourn en el original inglés) es un río ficticio creado por el escritor británico para ambientar parte de los hechos narrados en su novela El Señor de los Anillos.

## Geografía ficticia
Este río surca la Cuaderna del Este, una de las cuatro divisiones de la Comarca. Su fuente está en las altiplanicies del país de las Colinas Verdes desde donde fluye al sur y sureste. En el lugar conocido como Hueco del Sauce, se une al arroyo del Cardo, fluyendo hacia el este hasta desembocar en el Brandivino. 
En la zona de su desembocadura se forma la región pantanosa conocida como los pantanos de Allende, ubicada casi frente al extremo meridional de la «Cerca Alta», de Los Gamos. En su orilla norte se encuentra la aldea de Hoya del Bajo.